# Maria Staudt
Maria-Emilie Staudt (* 31. Dezember 1920 in Limburg an der Lahn; † 13. Februar 2015 in Frankfurt am Main) war eine deutsche Leichtathletin.
Maria Staudt trat bis 1944 für den VfL Reichsbahn-SV Limburg an, 1946 startete sie für den VfR 07 Limburg.
Bei den Deutschen Meisterschaften 1938 und 1939 wurde sie jeweils Sechste im Fünfkampf. 1943 in Berlin gewann Staudt den deutschen Meistertitel.
Die Büroangestellte heiratete im Dezember 1945 Karl Schneider. 1957 zogen die Eheleute mit ihrer Tochter nach Frankfurt am Main.